# Raetihi
Raetihi ist ein Ort im Ruapehu District der Region Manawatū-Whanganui auf der Nordinsel von Neuseeland.

## Geographie
Der Ort befindet sich rund 30 km südwestlich des Gipfels des Vulkans Mount Ruapehu und westlich des Mangawhero River. Durch Raetihi führt der New Zealand State Highway 4, der den Ort mit dem rund 60 km südsüdwestlich liegenden Wanganui verbindet. Rund 10 km östlich befindet sich der nächstliegende Ort Ohakune.

## Geschichte
Obwohl Raetihi heute eine kleine Landgemeinde ist, war es zwischen 1900 und den 1950er Jahren ein kleineres Industriezentrum. Um 1900 war der Ort das größte Ballungszentrum des King Country mit fast 4500 Einwohnern. Zahlreiche Sägewerke waren die Hauptarbeitgeber der Region. Als die Wälder ringsum abgeholzt waren, mussten die Sägewerke schließen und die Landwirtschaft wurde zur wichtigsten Einkommensquelle, insbesondere durch die Viehzucht und den Gemüseanbau. Eine Genossenschaftsmolkerei wurde 1903 gegründet.
Vom 18. Dezember 1917 bis zum 1. Januar 1968 hatte Raetihi einen Bahnhof und war Endpunkt der Raetihi Branch, einer Stichstrecke, die von der der North Island Main Trunk Railway in Ohakune abzweigte. Das Empfangsgebäude wurde später zum Waimarino Museum umgewidmet und restauriert. Es bewahrt ein Archiv von Dokumenten und Fotos aus dem weiteren Umfeld des Mount Ruapehu.
Der Niedergang der Holzindustrie hatte einen negativen Einfluss auf den Ort, aber durch den Tourismus erlebt er in den 2000er Jahren einen leichten Aufschwung. Seine Nähe zum Mount Ruapehu und seinen Skigebieten haben zum Entstehen von Übernachtungsmöglichkeiten und Cafés für steigende Besucherzahl gesorgt.

## Bevölkerung
Zum Zensus des Jahres 2013 zählte der Ort 1002 Einwohner, 3,2 % weniger als zur Volkszählung im Jahr 2006.

## Ereignisse
Am 18. März 1918 zerstörte ein Großfeuer etwa 200 Häuser, im gleichen Jahr wurde der Ort von der Spanischen Grippe heimgesucht.

## Persönlichkeiten
- Tama Potaka (* 1976), Politiker
- Shelly Gotlieb (* 1980), Snowboarderin
- Donna Haliday (* 1981), Badmintonspielerin